# Christ de Manado
Le Christ de Manado (en manadonais : Yesus Kase Berkat) est une statue monumentale construite en 2010 à Manado en Indonésie.
Depuis son érection, elle est la deuxième plus haute statue d'Asie et la quatrième plus haute statue du Christ dans le monde (sans le piédestal). Elle est aussi la « première plus haute statue volante » du monde.

## Caractéristiques
Inclinée de 20°, la statue seule est haute de 30 m ; le piédestal mesure 20 m. Elle a été construite avec 35 tonnes d'acier et 25 tonnes de fibres métalliques.
Le chantier a duré presque trois ans pour un coût de cinq milliards de rupiah (environ 540 000 dollars).